# Гололёд 1998 года в Северной Америке
Гололёд 1998 го́да в Се́верной Аме́рике (англ. North American ice storm of 1998, также известен как Великий гололёд 1998 года) — аномальное сочетание пяти небольших последовательных выпадений дождя с образованием гололёда, которое наблюдалось в январе 1998 года на относительно ограниченной территории от Восточного Онтарио до южного Квебека и Новой Шотландии в Канаде и в пограничных с ними районах США от северного Нью-Йорка до центрального Мэна. Гололёд нанёс значительный вред деревьям и ущерб электрической инфраструктуре всех этих территорий, что вызвало продолжительные нарушения энергоснабжения. Миллионы людей были вынуждены оставаться без света от нескольких дней до нескольких недель, в результате чего более 40 человек погибло, в крупных городах вроде Монреаля и Оттавы прекратилась всякая экономическая деятельность и было потрачено беспрецедентное количество сил и средств на реконструкцию электроэнергетической системы.

## Предпосылки
Дождь с образованием гололёда (ледяной дождь) — обычное явление в Канаде и Новой Англии, которое наблюдается на узкой границе между холодным воздухом с востока и севера и влажным воздухом с юга. Тёплая воздушная масса обычно подходит по долине Миссисипи и вытесняет тонкий слой холодного воздуха к поверхности земли. Она создаёт препятствие для холодного воздуха и двигается в восточном и северо-восточном направлении в долину Св. Лаврентия и Оттавы и вдоль Аппалачских гор.
В такой системе на верхнем уровне образуется снег, который в итоге тает в тёплом слое и становится дождём при превышении температуры кристаллизации. Дождь попадает в слой более холодного воздуха у поверхности земли и переохлаждается. Когда этот дождь достигает земли в низовом холодном слое, капельки замерзают при соприкосновении, и на поверхности происходит наслоение льда. Если слой холодного воздуха более широкий, капельки снова кристаллизуются ещё до падения на землю и образуют ледяную крупу, которая практически не опасна.
Обычно в районе Монреаля дождь с образованием гололёда выпадает 12—17 раз в год, а во временном измерении это 45—65 часов дождя в год. Каждый раз такой дождь обычно длится несколько часов и оставляет несколько миллиметров льда. После этого дороги и тротуары становятся скользкими, вследствие чего случаются мелкие транспортные происшествия, для предотвращения которых дорожные бригады используют вещества, препятствующие обледенению. Линии высокого напряжения и другое оборудование строятся в соответствии с жёсткими стандартами, введёнными после многократных случаев сильного обледенения ещё до 1998 года. В Квебеке такие стандарты были ужесточены после гололёда 1961 года, когда толщина льда в Монреале составляла 30—60 миллиметров.
Однако ледяные наслоения в 1998 году были в два раза толще и оборвали линии высокого напряжения во всём регионе, повредили почти все деревья в Монреале и покрыли улицы толстым слоем льда, сделав их непроходимыми.

## Метеорологический обзор

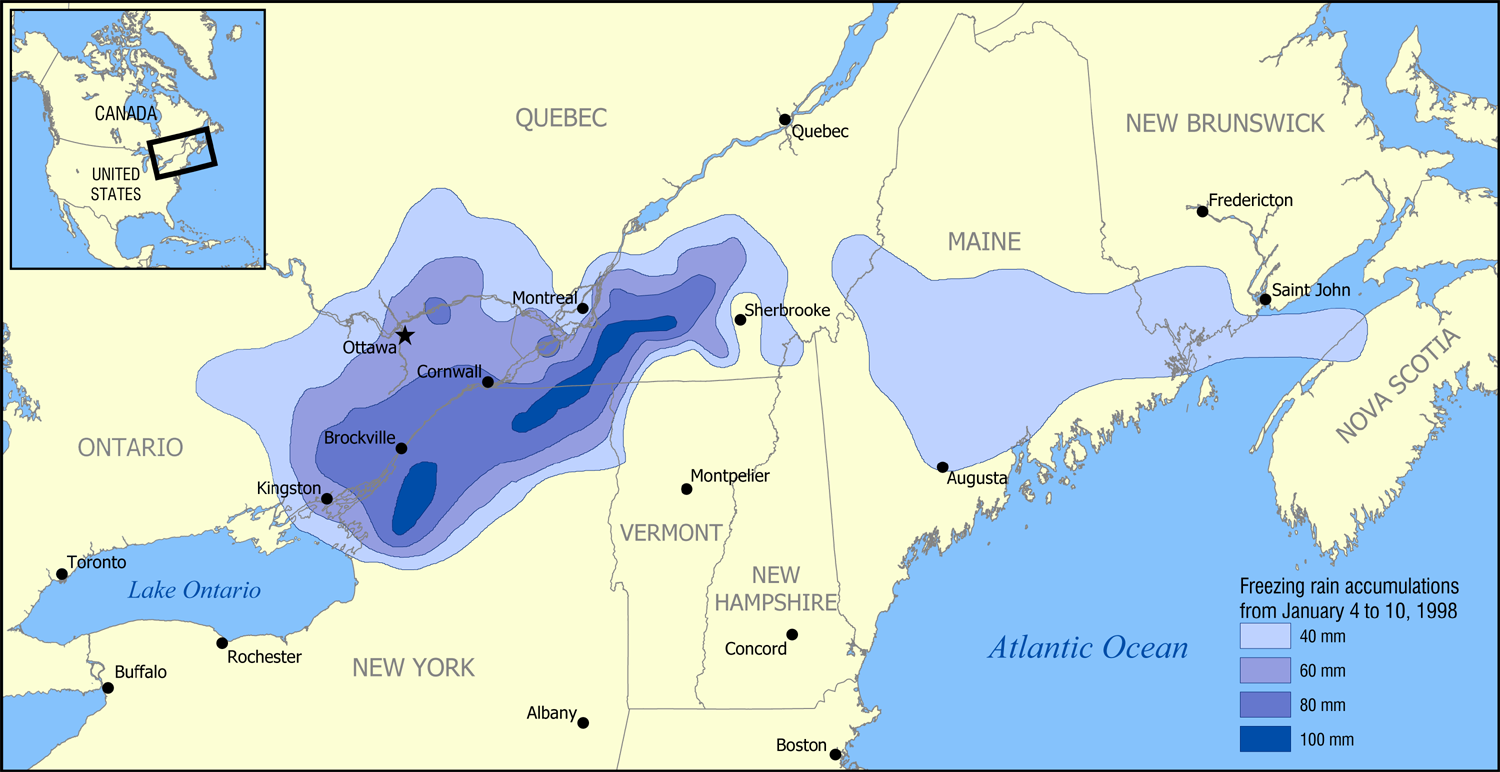
Гололёд затронул значительную часть Восточного Онтарио, юго-западного Квебека и штата Нью-Йорк. На карте указано количество переохлаждённого дождя, выпавшего в этих районах

4 января 1998 года нижняя часть верхнего уровня закрепилась над Великими озёрами, сместив тёплый и влажный воздух из Мексиканского залива в верховья Святого Лаврентия. Верхний воздушный поток тогда повернул в восточном направлении, переместившись в сторону залива Фанди. При этом центр высокого давления находился далеко на севере, на Лабрадоре, удерживая восточный поток очень холодного воздуха у самой поверхности земли. Над Атлантическим океаном держалась необычайно сильная для зимы бермудская область высокого давления, что препятствовало этим системам двигаться далее на восток, как происходит с большинством зимних гроз, проходящим через регион Великих озёр и Святого Лаврентия.
Ряд поверхностных систем низкого давления прошёл через эту атмосферную циркуляцию с 5 по 10 января 1998 г. На протяжении более чем 80 часов на территории площадью в несколько тысяч квадратных километров в Восточном Онтарио, включая Оттаву и Кингстон, значительной части южного Квебека и на севере Нью-Йорка и Новой Англии (включая части Вермонта, Нью-Гэмпшира и Мэна) шёл непрерывный переохлаждённый мелкий дождь.
Южнее, в Южном Онтарио и западном Нью-Йорке, а также в большей части Аппалачей к северу от Теннесси шли проливные дожди и случилось сильное наводнение, а восточнее, в Приморских провинциях, прошли сильные снегопады. Проблему усугубили перепад температуры, произошедший сразу после окончания переохлаждённого дождя, и крупное нарушение энергоснабжения, которое привело к гибели большого числа людей из-за отравления угарным газом от генераторов и других источников тепла, которыми они отчаянно пытались согреться.

## Последствия

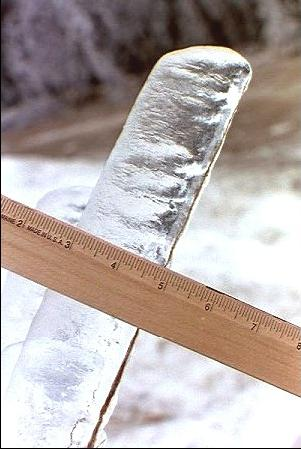
2-дюймовый (5 см) слой льда на ветке свидетельствует о масштабе гололёда

Из-за большого веса льда многие линии высокого напряжения были оборваны и было разрушено более 1000 опор, в результате чего более 4 миллионов человек, в основном в южном Квебеке, западном Нью-Брансуике и Восточном Онтарио, остались без электричества, причём некоторые из них — на целый месяц. В районах, охваченных гололёдом, по данным Министерства окружающей среды Канады, погибло не менее двадцати пяти человек, основной причиной смерти которых стала гипотермия. Причиной смерти ещё двенадцати человек и сотен миллионов долларов ущерба стало наводнение далеко к югу от квебекской зоны гололёда.
Мосты и тоннели, связывающие Монреаль с южным берегом реки, были закрыты из-за опасений насчёт допуска на массу и из-за ледяных глыб, падающих с верхних частей конструкций. На протяжении нескольких дней электричество на остров Монреаль поступало лишь по одной ЛЭП, а обе водонасосные станции города были выведены из строя. Когда электроснабжение было восстановлено, некоторые районы Монреаля были непроходимы из-за крупных глыб льда, падающих с крыш и угрожающих пешеходам и автомобилистам; значительная часть Старого Монреаля и центра делового района были оцеплены полицией из-за опасности падения со зданий крупных ледяных пластов.
Район к югу от Монреаля (Монтережи) пострадал в такой степени, что треугольник между городами Сент-Иасент, Гранби и Сен-Жан-сюр-Ришелье из-за прекращения электроснабжения в течение нескольких недель франкоязычные СМИ прозвали triangle noir («тёмный, чёрный треугольник»), а англоязычные — Triangle of Darkness («треугольник мрака, темноты»).
В таких городах, как Оттава, Смитс-Фолс, и в других муниципалитетах Восточного Онтарио, где никогда до этого не выпадало настолько много переохлаждённого дождя, было введено чрезвычайное положение.
7 января Онтарио, Квебек и Нью-Брансуик призвали Канадские вооружённые силы, чтобы 15 000 военных помогли пережить пик кризиса. Кроме того, для помощи жителям Бушервиля и Кото-дю-Лака, к югу и западу от Монреаля, соответственно, были сняты с путей локомотивы Канадской национальной железной дороги (CN3502 и CN3555), которые использовались для обеспечения домохозяйств электроэнергией. В Бушервиль был подогнан и третий локомотив, который так и не был использован для этого.
Недостаток электрической энергии также серьёзно затронул фермеров, разводящих свиней и других животных, так как они не могли обеспечивать домашнему скоту питьё и должное проветривание в хлеву, что привело к гибели многих животных. Многие хлева не выдержали большого веса льда и рухнули, похоронив под собой содержавшихся в них животных.
В затронутых гололёдом районах многие деревья были сломаны из-за веса наросшего на них льда. Районы фруктовых садов и производства кленового сиропа понесли сильный удар и большие убытки, так как из-за льда многие деревья были повреждены или сломаны; крупнейшее в мире производство кленового сахара в Квебеке было разорено. В монреальском парке Мон-Руаяль 5000 деревьев подлежали вырубке, а 80 % остальных (140 000) в различной степени было повреждено и подлежало обработке, в том числе значительной. На протяжении многих недель горный парк был похож скорее на посёлок лесозаготовителей, чем на островок природы.
Около 1000 стальных электрических опор (а квебекские опоры считались самыми крепкими в мире) и 35 000 деревянных столбов были обрушены и помяты большой массой льда, что нарушило электроснабжение и препятствовало его восстановлению. Бригады с Острова Принца Эдуарда и из Новой Шотландии направлялись туда вместе с бригадами из США и Канадских вооружённых сил для восстановления электроснабжения пострадавших домов на востоке Онтарио и западе Квебека.
В Мэне без электричества осталось около 700 000 человек (при общей численности в 1,2 миллиона жителей), была мобилизована Национальная гвардия Мэна, которой на помощь пришли сотни ремонтных бригад даже из таких далёких штатов, как Северная Каролина.
Через три недели после окончания гололёда тысячи человек по-прежнему оставались без электричества. В одном только Квебеке 150 000 человек не могли пользоваться им по состоянию на 28 января. Оценки материального ущерба достигали 2 миллиардов канадских долларов по одному только Квебеку. Совокупные оценки по всем регионам колебались около 4—6 миллиардов долларов США. Ущерб электроэнергетической системе был настолько велик, что необходимо было проводить крупную реконструкцию, а не простой ремонт электросетей.

## Операция «Восстановление»

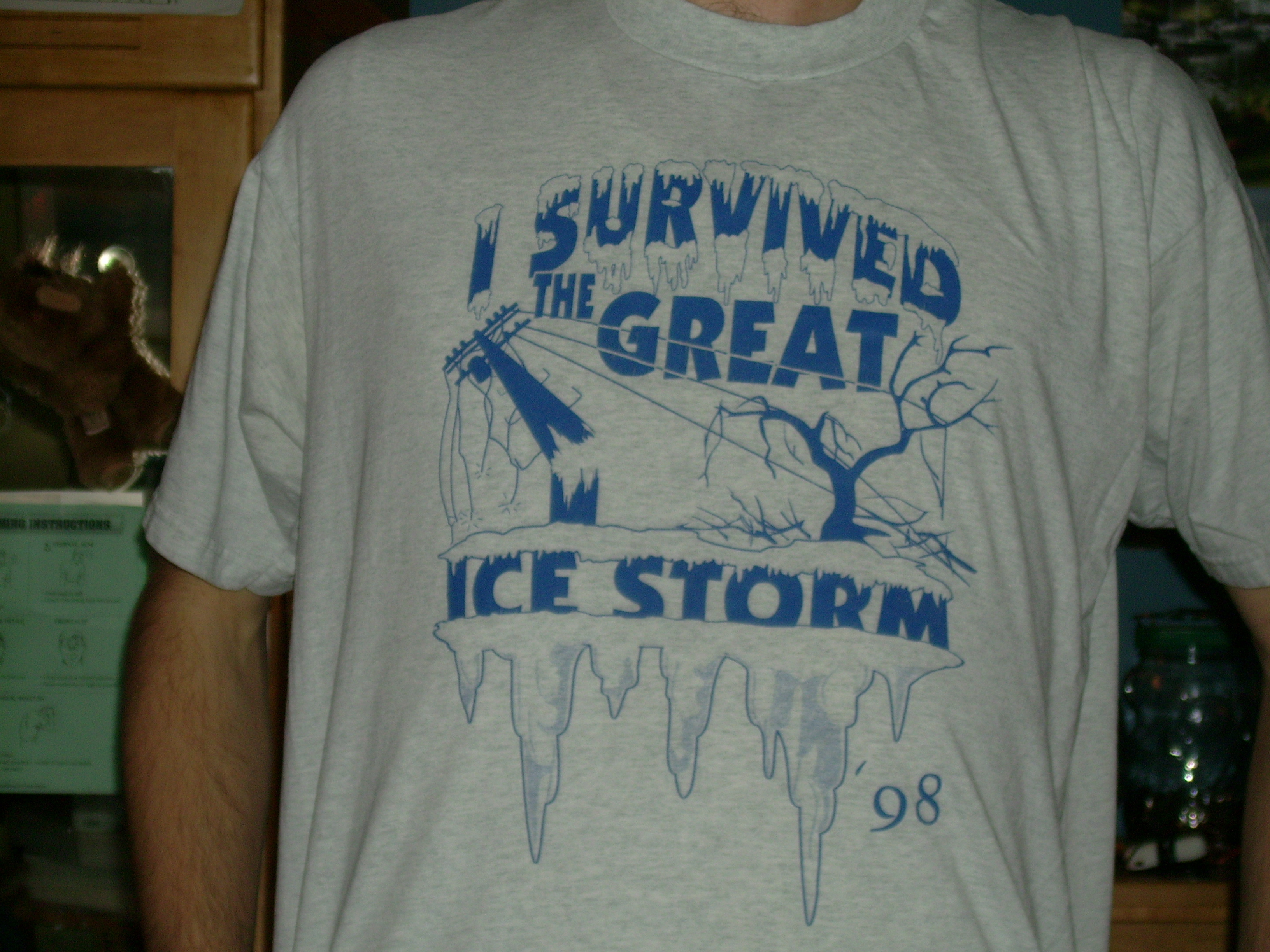
Футболка, продававшаяся в Оттаве (Онтарио), в районе, наиболее затронутом гололёдом 1998 года в Северной Америке

Автомобили технической помощи едва могли двигаться по дорогам, сделавшимся непроходимыми из-за обильного снегопада и упавших деревьев, оборванных ЛЭП и толстого слоя льда на поверхности. 7 января провинции Нью-Брансуик, Онтарио и Квебек попросили помощи у Канадских вооружённых сил, которые назначили начало операции «Восстановление» на 8 января. В ней участвовало более 15 000 военных. Это было крупнейшее участие войск на канадской земле в устранении последствий стихийного бедствия и крупнейшее оперативное развёртывание канадских военнослужащих со времён войны в Корее.
Члены КВС из примерно 200 частей со всей Канады помогали провинциальным и муниципальным рабочим очищать дороги, спасать людей и животных, застрявших в руинах, эвакуировать больных, укрывать и кормить около 100 000 человек, замёрзших в своих домах, и обеспечивать фермеров генераторами и топливом, необходимым для поддержания их деятельности. Самолёты CP-140 из 14-го авиакрыла Гринвуд в Новой Шотландии проводили воздушный обзор оборванных ЛЭП в Квебеке и Онтарио. Военные инженеры и специалисты круглосуточно работали с гидроэлектрическими и телефонными бригадами при восстановлении и замене разрушенных сооружений связи и столбов ЛЭП. 13 января по запросу провинции Квебек члены КВС исполняли обязанности сотрудников полиции в наиболее опустошённых районах в окрестностях Монреаля.
В пик кризиса в операции «Восстановление» было задействовано 15 784 военнослужащих (включая 3740 резервистов) от всех трёх командований КВС; 10 550 из них работали в Квебеке, 4850 — в Онтарио и 384 — в Нью-Брансуике. Кроме того, 6200 членов КВС и служащих МНО обеспечивали материально-техническую поддержку, необходимую для проведения операции.

## Долгосрочные последствия
Согласно результатам исследования канадских ученых, проведенного в 2014 году, пережитый беременными женщинами стресс отразился на ДНК их детей. В Т-лимфоцитах детей были обнаружены изменения в метилировании ДНК: его уровень оказался в прямой зависимости от времени, проведенном в стрессовом состоянии, а эпигенетическое наследование ребёнка зависит от объективных факторов стресса (например, количества дней, проведенных без электричества), а не от эмоционально-психологического стресса матери. Изменения в эпигеноме детей, связанные с иммунитетом и обменом сахаров, могут привести к повышенному риск заболевания астмой, диабетом и ожирением.